# Waldemarsuddekrukan

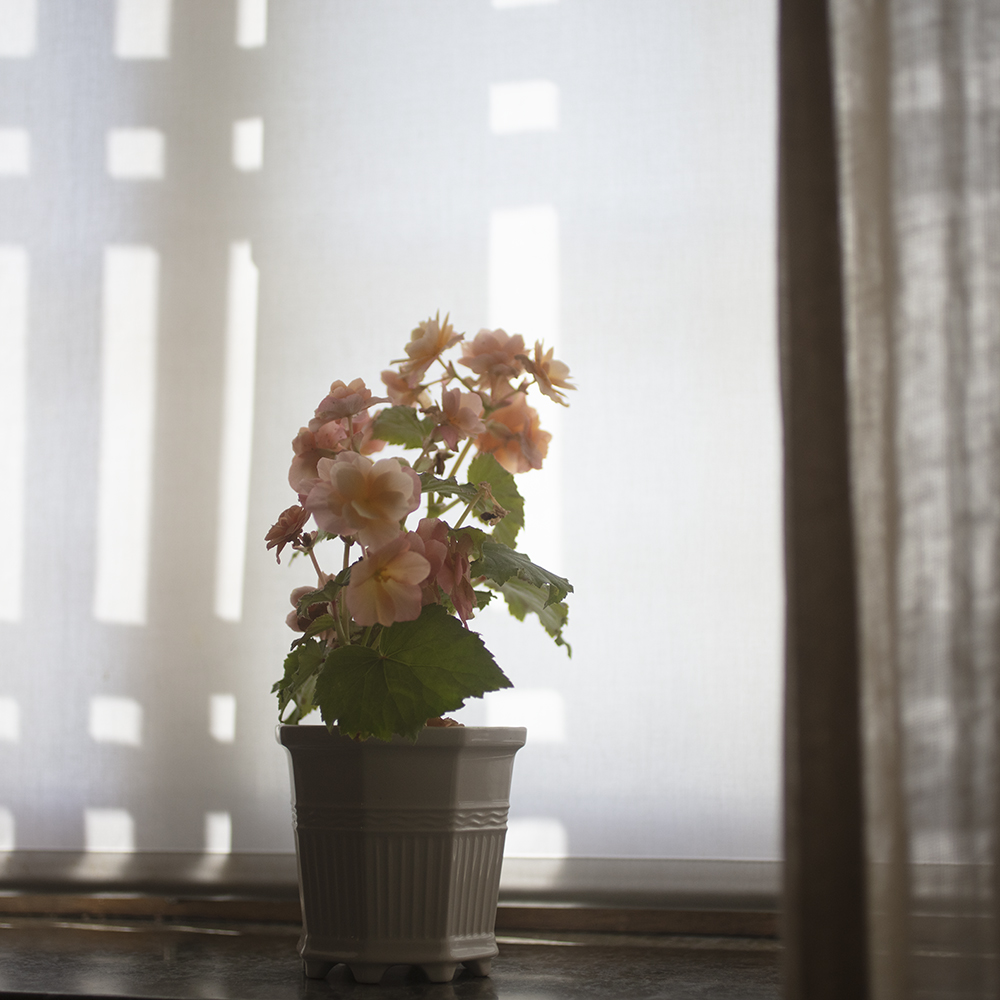
Waldemarsuddekrukan nr 1

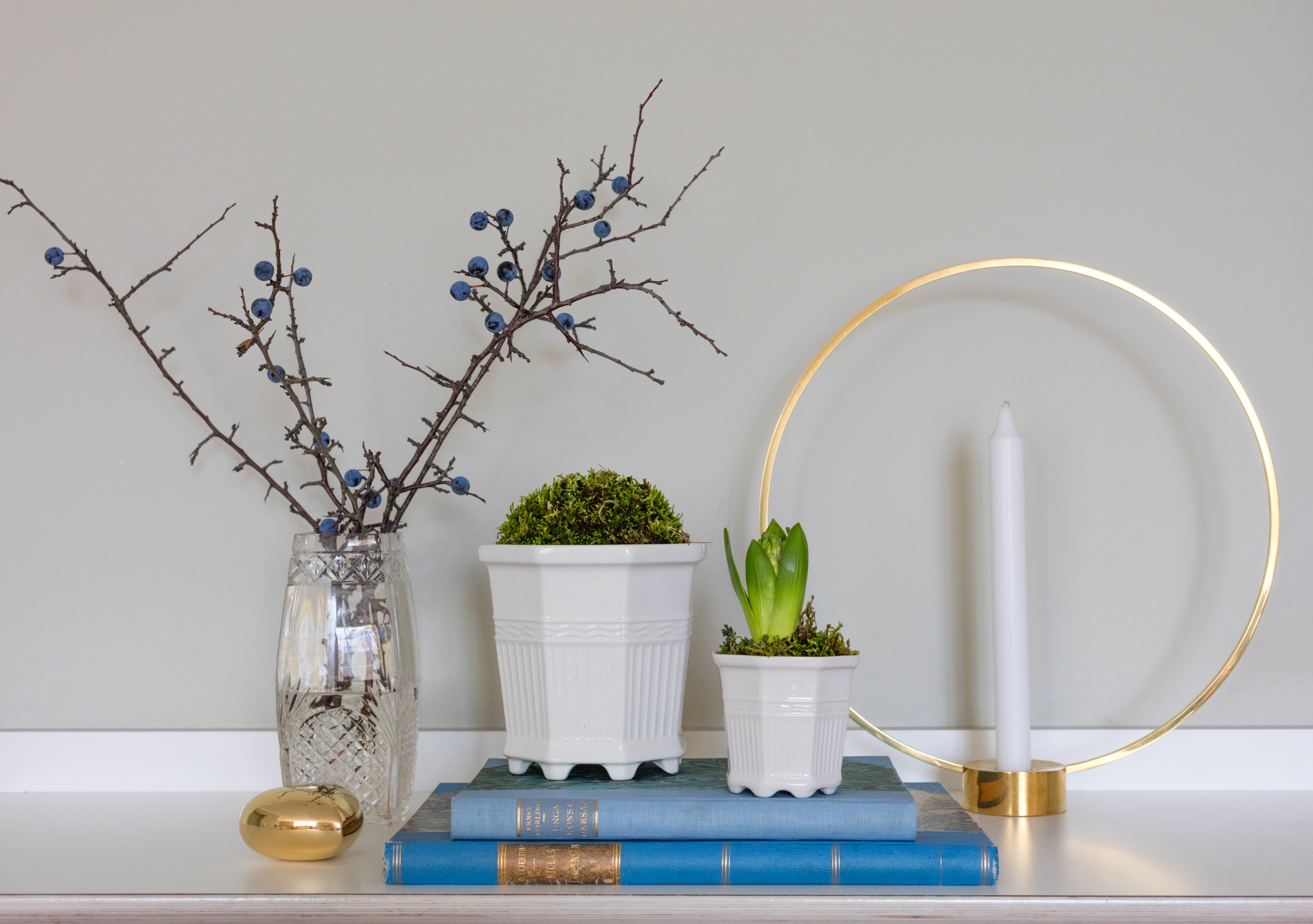
Waldemarsuddekrukor i olika storlek

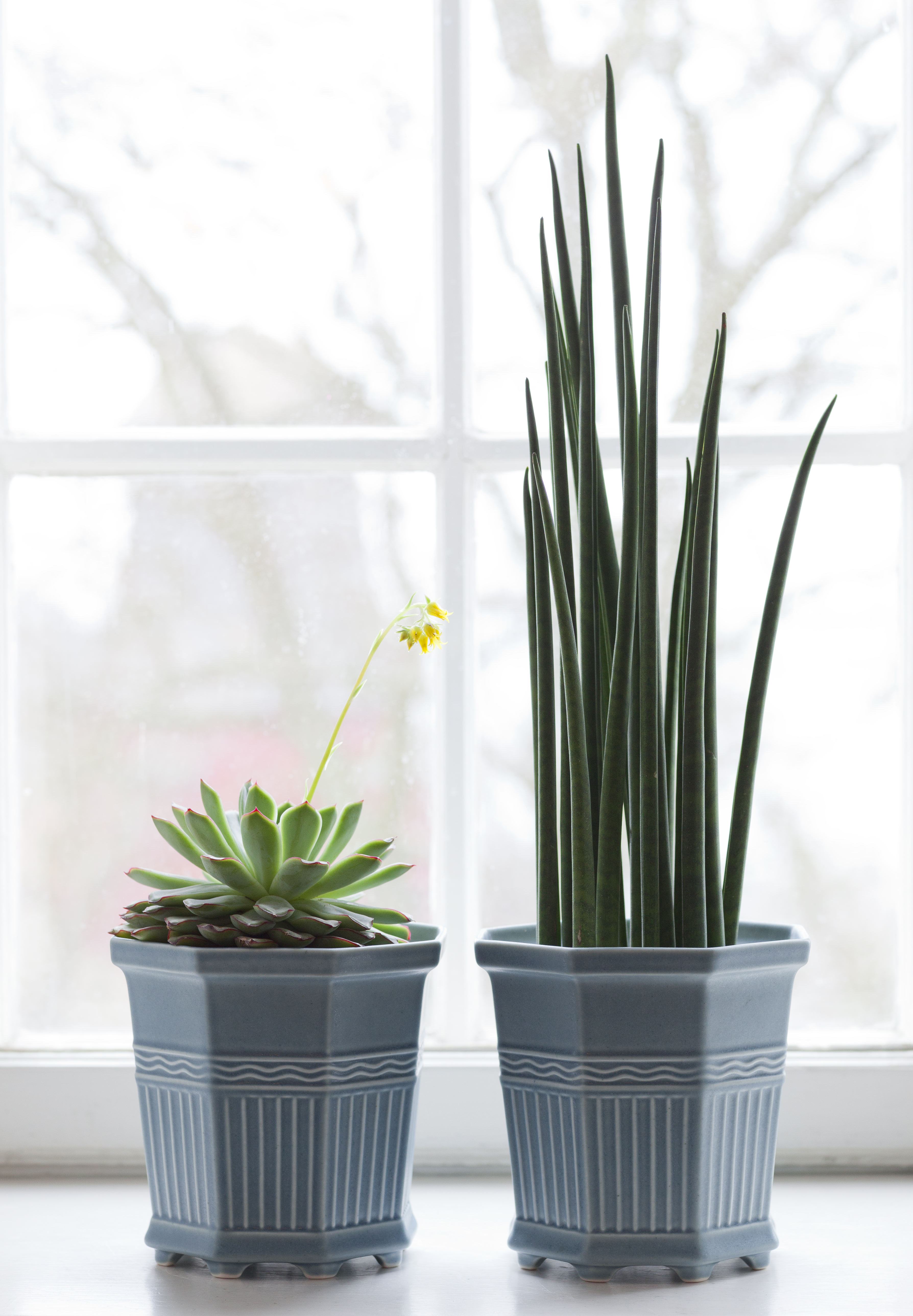
Waldemarsuddekrukor i Jubileumskulören

Waldemarsuddekrukan formgavs 1915 av prins Eugen. Ursprungligen ritade han krukan för att dekorera sitt hem, Prins Eugens Waldemarsudde, men den var även tänkt att fungera som gåva till släkt och vänner. Waldermarsuddekrukan är en åttkantig ytterkruka, med åtta små fotstöd och en reliefdekor bestående av vertikala ribbor och ett horisontellt vågband. Inspiration kom från Wiener Werkstättes jugendstil, där blomornament var mindre önskvärda och de dekorativa utsmyckningarna i stället utgjordes av geometriska former. För "gipsarbeten och modellering" anlitades skulptören Axel Bruce. Krukan tillverkades sedan i fem olika storlekar i vitt benporslin av Gustavsbergs porslinfabrik.
Tillverkningen upphörde efter prinsens död 1947, men sedan 1950-talet, när Prins Eugens Waldemarsudde donerades till svenska staten och blev ett museum, har krukan sålts som souvenir i museets butik. Med åren har den vitglaserade krukan blivit ett av Sveriges mest populära konstindustriföremål och en symbol för allkonstverket Waldemarsudde. Idag tillverkas krukan på Porslinsfabriken i Lidköping och finns i sex storlekar. Tre av dessa storlekar tillverkas dessutom i en grönblå Jubileumskulör som togs fram 2015, för att fira prins Eugens 150-årsjubileum och Waldemarsuddekrukans 100-årsjubileum.